# Illiesonemoura bispinosa
Illiesonemoura bispinosa är en bäcksländeart som först beskrevs av Kawai 1968.  Illiesonemoura bispinosa ingår i släktet Illiesonemoura och familjen kryssbäcksländor. Inga underarter finns listade i Catalogue of Life.